# Rodrigue et Chimène
Pour l’article homonyme, voir Chimène (homonymie).

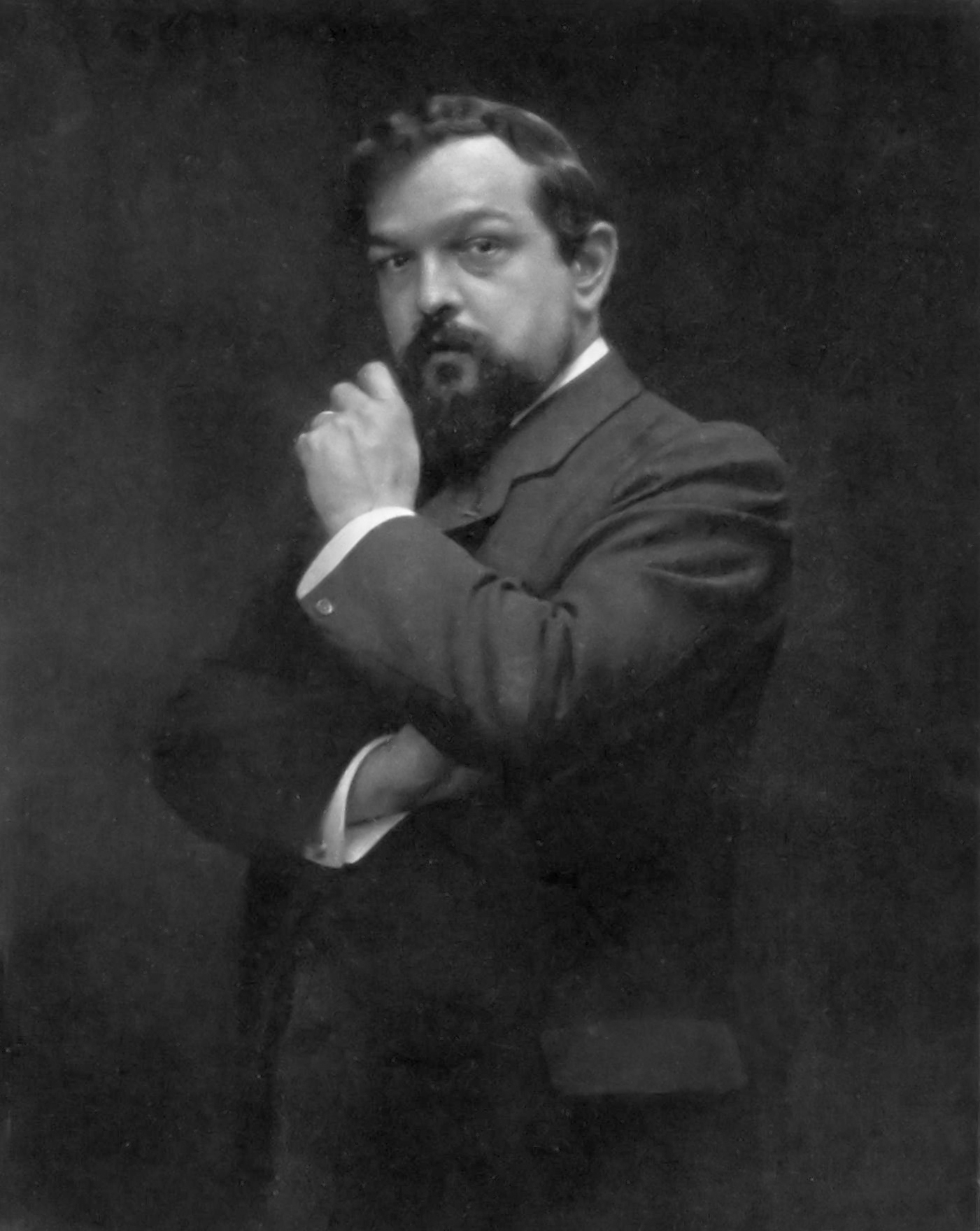
Claude Debussy

Rodrigue et Chimène est un opéra inachevé en trois actes de Claude Debussy. Le livret, de Catulle Mendès, repose sur les pièces Las Mocedades del Cid (Les Enfances du Cid) de Guillén de Castro y Bellvís et Le Cid de  Corneille, qui portent sur la légende du Cid (le Rodrigue de l'opéra). La première eut lieu dans une version achevée par Edison Denisov à Lyon le 14 mai 1993.

## Composition
Mendès commença à travailler au livret en 1878, mais aucun compositeur ne s'intéressa au texte avant avril 1890, lorsque Mendès le remit au jeune Debussy. Mendès avait aidé à faire connaître la musique de ce dernier. Même s'il n'était pas impressionné par la qualité littéraire du drame qu'il avait à mettre en musique, Debussy était encouragé à la perspective de voir son œuvre interpréter à l'Opéra de Paris et de gagner de l'argent. Dans les deux années qui suivirent, le style musical de Debussy évolua dans une direction radicalement nouvelle, et son enthousiasme pour le thème dépassé de Rodrigue et Chimène commença à tomber. Dans une lettre de janvier 1892, il écrivit : « Ma vie est tristement fiévreuse à cause de cet opéra où tout est contre moi. » Le 17 mai 1893, Debussy assista à une interprétation de la pièce symboliste Pelléas et Mélisande de Maeterlinck et se rendit compte que c'était exactement le genre de drame qu'il recherchait. Lorsqu'il joua des extraits de la partition de Rodrigue et Chimène à Paul Dukas en août la même année, il lui avoua que le livret de Mendès « va complètement à l'encontre de mes rêves, car il exige un type de musique qui m'est étranger ». Debussy abandonna l'idée de porter Rodrigue et Chimène à la scène et prétendit plus tard l'avoir brûlé accidentellement.

## Achèvement et interprétation
Cependant, la partition survécut bien, et les divers manuscrits finirent par être réunis par le collectionneur américain Robert Owen Lehman. Des extraits d'une partition pour voix produite par le musicologue Richard Langham Smith furent chantés en 1987. Debussy avait tout achevé, sauf l'orchestration de Rodrigue et Chimène (deux scènes de la partition pour voix ont toutefois été perdues). Le compositeur russe Edison Denisov fut prié d'orchestrer l'œuvre pour la mettre en scène pour l'inauguration du nouvel auditorium, "Opéra Nouvel", de l'Opéra de Lyon. La première de Rodrigue et Chimène eut enfin lieu à Lyon le 14 mai 1993.

Jacques Drillon jugea la version de Denisov en ces termes : 

« Le résultat est un peu balourd, irrégulier. Les fragments s'enchaînent aux fragments sans continuité de couleur, et l'on ne trouve nulle part ce qui fait la fantastique transparence de l'orchestration de Debussy, ce pur mystère. Pour prévenir les critiques, Denisov a admis haut et fort n'avoir pas pris « pour modèle » l'instrumentation de « Pelléas », mais n'en avoir conservé que l'effectif orchestral. Pourtant Debussy est présent, ici et là, comme derrière un tulle. Il se montre à certaines inflexions, à sa prosodie naturellement exacte, la dignité qu'il met à tout ce qu'il fait. »

## Rôles
| Rôle                     | Voix          | Distribution à la première (version achevée de Denisov, le 14 mai 1993) chef d'orchestre : Kent Nagano |
| ------------------------ | ------------- | --- |
| Rodrigue                 | ténor         | Laurence Dale                                                                                          |
| Chimène                  | soprano       | Donna Brown                                                                                            |
| Inèz                     | mezzo-soprano | Hélène Jossoud                                                                                         |
| Don Hernán               | ténor         | Gilles Ragon                                                                                           |
| Don Bermudo              | ténor         | Jean-Paul Fouchécourt                                                                                  |
| Don Diègue de Bivar      | baryton       | Jean-Philippe Courtis                                                                                  |
| Don Gomez de Gormaz      | baryton       | Jules Bastin                                                                                           |
| Le roi Ferdinand         | basse         | Vincent Le Texier                                                                                      |
| Don Juan d'Arcos         | ténor         | |
| Don Pèdre de Terruel     | ténor         | |
| Écuyers, cadets, la Mort |               | |

## Argument
L'action se déroule en Espagne au XIe siècle.

### Acte I
Rodrigue, fils de Don Diègue de Bivar, doit épouser Chimène, fille de Don Gomez de Gormaz. Ils se sont donné rendez-vous juste avant l'aube à l'extérieur de la maison de Don Gomez. Ils sont interrompus par l'arrivée des hommes de Gomez qui entonnent une chanson à boire. Les jeunes femmes de Bivar paraissent aussi, et les hommes de Gomez tentent de les enlever. Ils sont arrêtés par Don Diègue. Une querelle surgit entre lui et Don Gomez, qui s'oppose à ce que Don Diègue frappe ses gens. Les deux tirent leurs épées, mais Don Diègue se révèle trop vieux et trop faible pour combattre. 

### Acte II
Pendant qu'ils jouent aux échecs, Rodrigue et ses frères voient un vieux mendiant sur la route et lui offrent leur aide. Le « mendiant », qui est Don Diègue, leur demande non pas l'aumône, mais la tête de Don Gomez. Il demande à Rodrigue de venger son honneur en tuant le père de Chimène. Rodrigue accepte à contrecœur de le faire. Il provoque Don Gomez en duel et le blesse mortellement. Don Gomez meurt dans les bras de Chimène après lui avoir révélé que le meurtrier est son bien-aimé. 

### Acte III
Le roi Ferdinand rassemble une armée pour aller combattre les Maures. Il remarque que Don Gomez ne figure pas dans les rangs des combattants. Chimène s'avance et lui demande de faire justice à son père mort, mais Don Diègue plaide tout aussi passionnément pour que le roi épargne le fils qui a lavé son honneur. Le roi envoie chercher Rodrigue. Chimène avoue à sa servante Inèz qu'elle aime encore Rodrigue, mais que l'honneur de la famille exige qu'il meure. En proie aux remords, Rodrigue demande à Chimène de le tuer avec la même épée qui a tué son père. Elle est incapable de le frapper ni de lui pardonner. Il demande alors à l'un des soldats du roi de le tuer. Don Diègue dit à Rodrigue qu'il doit vivre pour combattre les Maures et les vaincre. Rodrigue en convient à contrecœur et espère mourir dans la bataille. 

## Enregistrement
- Rodrigue et Chimène (version achevée de Denisov) Donna Brown, Laurence Dale, José van Dam, chœur et orchestre de l'Opéra de Lyon, sous la direction de Kent Nagano (Erato, 1995).